# Bilal El Quarraqe
Bilal El Quarraqe (ur. 13 września 1995) – marokański zapaśnik walczący w stylu wolnym. Brązowy medalista mistrzostw Afryki w 2015. Wicemistrz mistrzostw śródziemnomorskich w 2014. Mistrz Afryki juniorów w 2015 roku.